# Егијалеја
Егијалеја или Егијала (грч. Αἰγιάλη или Αἰγιάλεια) је у грчкој митологијији била кћерка Адраста и Амфитеје или Егијалеја.

## Митологија
Удала се за Диомеда, који је отишао у тројански рат. Према једној причи, Паламедов брат Еак, жељан освете због смрти свог брата, раширио је гласине међу супругама учесника тројанског рата како њихови мужеви доводе тројанске заробљенице које ће постати господарице у њиховим домовима. Та вест је на Еугијалеју утицала тако да Комета, Стенеловог сина, узме за свог љубавника. Према другој причи, на неверство ју је навео Паламедов отац, Науплије. Према трећој причи, Афродита ју је навела да има не једног, већ више љубавника, међу којима и Комета и Хиполита, како би се осветила њеном мужу који ју је у току тројанског рата ранио. У сваком случају, уз помоћ Аргиваца, Еугијалеја је спречила свог мужа да уђе у град. Он је узео светињу (паладијум) са олтара у Херином храму, па је са својим пратиоцима морао да побегне у току ноћи. Због овога ју је Овидије описивао као лошу супругу.